# Sanctuary (groupe)
Pour les articles homonymes, voir Sanctuary.
Sanctuary est un groupe de thrash metal américain, originaire de Seattle, dans l'État de Washington. Initialement formé en 1985, et après une dissolution à la suite de divergences musicales en 1992, le groupe se reforme en 2010.

## Biographie

### Première période (1985–1992)
Avant de jouer dans Sanctuary, Warrel Dane était le chanteur du groupe de heavy metal Serpent's Knight, qui publie un album en 1983. Jim Sheppard jouait dans un groupe de glam metal appelé Sleeze, avec le chanteur Layne Staley (qui chante plus tard avec Alice in Chains), aux alentours de 1985.
Ils publient une démo en 1986, et sa bonne réception les mènent à signer un contrat avec Epic Records en 1987. Ils publient leur premier album, Refuge Denied, dans la même année. Cet album est produit par Dave Mustaine, leader du groupe de thrash metal Megadeth. Dave Mustaine joue un solo de guitare sur le titre White Rabbit. Sanctuary parti en tournée avec Megadeth et le groupe allemand Warlock. Après cette tournée, ils retournent au studio pour enregistrer leur second (et dernier) album studio, Into the Mirror Black'', en 1990. Un clip pour la chanson Future Tense est fait et joué sur l'émission d'MTV Headbangers Ball. Pendant la tournée (avec les groupes Forbidden et Death Angel), le guitariste Sean Blosl quitte le groupe et est remplacé par Jeff Loomis.
Peu après, une pression de la part d'Epic Records pour que le groupe se conforme à la scène grunge, populaire à Seattle, causa des disputes entre les membres du groupe concernant la direction musicale du groupe. Donc, en 1991, Sanctuary se dissout. Epic Records réussit à sortir un album live d'un enregistrement pendant leur dernière tournée. Cet enregistrement s'intitule anglais : Into the Mirror Live.

### Après séparation (1993–2009)
Après avoir dissout le groupe, Warrel Dane, Jim Sheppard, et Jeff Loomis forment le groupe Nevermore en 1992.
Dave Budbill vit en Floride, et est actuellement le batteur d'un groupe appelé Zero Creep. Sean Blosl crée de la musique et des films indépendamment avec Golden Flower Films and Music. Lenny Rutledge est devenu producteur musical, il possède son propre studio. De plus, il a aidé Nevermore pour l'enregistrement de leur album Dreaming Neon Black.

### Réunion etThe Year the Sun Died(2010–2015)

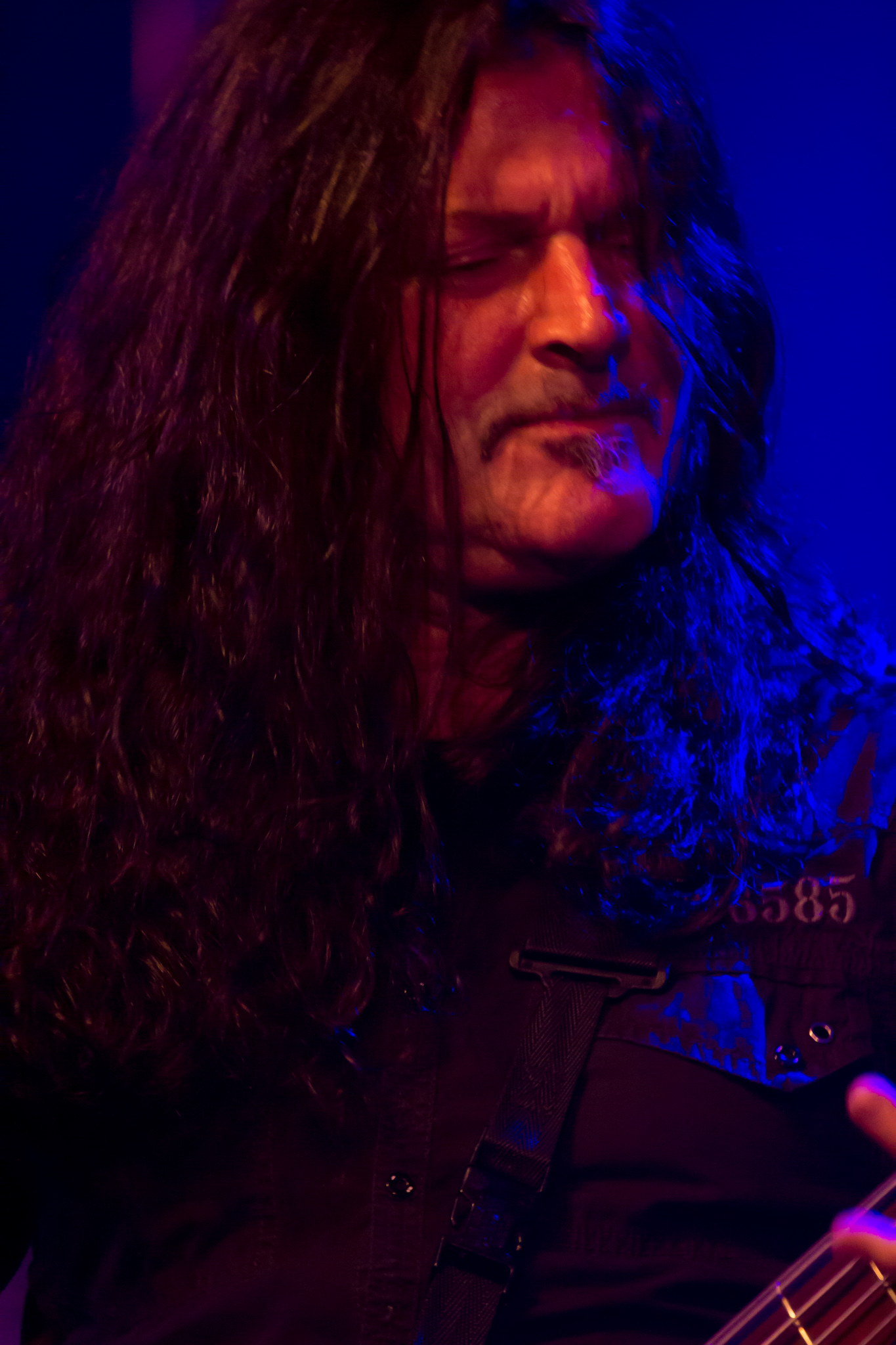
Jim Sheppard, au Barge to Hell 2012, avec Sanctuary, en 2012.

En mai 2010, Warrel Dane confirme sur le forum officiel de Nevermore que Sanctuary allait se reformer et sortir un nouveau disque.
Sean Blosl serait indisponible, étant occupé par la production d'un film[réf. nécessaire] ; c'est Jeff Loomis qui le remplacera dans le groupe. Jeff devient le guitariste et choriste de Nevermore. Le groupe participe en 2011 au festival ProgPower USA, d'Atlanta le 16 septembre 2011. Le groupe joue aussi au 70,000 Tons of Metal en janvier 2011, à la même date que Nevermore. 
En janvier 2013; Sanctuary signe un contrat avec Century Media Records. Le groupe prévoit ensuite la sortie d'un prochain album. À ce sujet, Dane explique : « cet album ne sera pas comme les deux autres. Il pourrait ressembler au deuxième album (Into the Mirror Black). Il ne ressemblera pas au premier, parce qu'on a tous vieillis [...] ça ne ressemblera pas aux anciens albums, on est en 2011. »
Le troisième album du groupe, The Year the Sun Died,  est terminé en juin 2014, et publié le 14 octobre en Amérique du Nord, et le 6 octobre en Europe via Century Media. Il est produit par Zeuss. La liste des titres est révélée en août 2014, et la couverture ainsi que la chanson Arise and Purify sont rendus disponibles. Une vidéo lyrique de la chanson Exitium (Anthem of the Living) est publiée peu de temps après. 
En février 2015, le départ de Brad Hull est annoncée. Il est remplacé par le guitariste Nick Cordle, ancien membre de Arsis  et Arch Enemy, pour leurs dates de tournées d'avril à mai. À cette période, l'avenir de Cordle avec le groupe est incertain. Warrel Dane explique que la séparation du groupe avec Brad Hull était liée à « des choses personnelles qui se sont passées », indiscutable en public, mais qu'ils restent bons amis. Zeuss (alias Chris Harris), leur producteur pour The Year the Sun Died, recrute Nick Cordle pour le groupe ; il apprend aussi que Brad Hull ne participera pas à leur tournée européenne.

### Nouvel album (depuis 2015)
En octobre 2015, concernant un éventuel quatrième album du groupe, le chanteur Warrel Dane explique : « Lenny va se bouger l'arrière-train et écrire quelques chansons pour moi, donc j'aurai de quoi faire dans ma chambre avec un ordinateur et un microphone. Il a pas mal de riffs et quelques chansons du tonnerre d'écrites. Elles sont bonnes, vraiment bonnes [...]. » Le 22 avril 2016, quelques images sont publiées sur le Facebook du groupe ; l'ancien bassiste de Panic, George Hernandez, devient le bassiste permanent du groupe.

## Membres

### Membres actuels
- Joseph Michael - chant (depuis 2018)
- Lenny Rutledge - guitare (1985–1992, depuis 2010)
- Dave Budbill - batterie (1985–1992, depuis 2010)
- George Hernandez - basse (depuis 2016)

### Anciens membres
- Jim Sheppard - basse (1985–1992; 2010–2016)
- Brad Hull - guitare (2011–2015)
- Jeff Loomis - guitare (1990–1992, 2010–2011)
- Sean Blosl - guitare (1985–1990)
- Nick Cordle - guitare (2015-2016)
- Warrel Dane – chant (1985–1992, 2010–2017) (mort en 2017)
- Joey Concepcion – guitare (2018–2020)

### Membre live
- George Hernandez - basse (depuis 2014)

## Discographie
- 1988 : Refuge Denied
- 1990 : Into The Mirror Black
- 1991 : Into the Mirror Live
- 2014 : The Year the Sun Died
- 2017 : Inception (enregistré en 1986)